# Jungle Brothers
The Jungle Brothers  – amerykańska grupa hip-hopowa, która uważana jest za pioniera fuzji jazzu i hip-hopu, oraz pierwszy hip-hopowy skład współpracujący z producentem house'owym. Grupa rozpoczęła działalność w połowie lat 80., a pierwszy album zatytułowany "Straight Out the Jungle" wydała w roku 1988. Dzięki afrocentrycznym tekstom i innowacyjnym podkładom piosenek, Jungle Brothers szybko zdobyli uznanie wśród krytyków muzycznych. Razem z De La Soul i A Tribe Called Quest współtworzyli kolektyw Native Tongues.
W skład zespołu wchodzą:
- Michael Small (Mike Gee),
- Nathaniel Hall (Afrika Baby Bam)
- Sammy Burwell (DJ Sammy B)

Ostatni opuścił zespół zaraz po wydaniu czwartej płyty zatytułowanej "Raw Deluxe".

## Koncerty w Polsce
- 9 grudnia 2008, Warszawa, klub The Fresh[2]

## Dyskografia
- Straight out the Jungle (1988)
- Done by the Forces of Nature (1989)
- J Beez Wit the Remedy (1993)
- Raw Deluxe (1997)
- V.I.P. (2000)
- All That We Do (2002)
- You in My Hut Now (2003)
- This is... (2005)
- I Got You (2006)